# Метамедиа
Метамедиа или  метамедиум  — (media лат., мн.ч. от medium - средство, посредник)  термин, появившийся в XX веке, который подразумевает под собой всеобъемлющее, повсеместное распространение средства массовой коммуникации, которое в своей роли превосходит другие, является главным. Оно определяет, как и что именно будут передавать другие средства массовой коммуникации, а также определяет, как именно люди будут получать ту или иную информацию.
Метамедия задаёт обществу определённую модель восприятия информации, т.е. как именно должны восприниматься и отображаться информация в нас. Появление такого явления, как метамедиум тесно связано с интеграцией СМИ в нашу жизнь. Данный термин описывался и рассматривался Маршаллом Маклюэном, Нилом Постманом.

## Предпосылки к появлению
Прежде чем начать рассматривать "метамедиа" в качестве элемента, относящегося к Теории коммуникаций, необходимо проанализировать причины, которые привели к  возможности зарождения данного понятия. Прежде всего, развитие медиа неразрывно связано с развитием технологий, увеличением скорости передачи информации. С момента появления СМИ, равно как и в процессе их дальнейшего эволюционирования, они влияли на общество и на его функционирование.
Однако своего апогея сила влияния достигла с появлением электричества. С этого момента начался процесс автоматизации (или кибернетизации), которые подразумевает повсеместное вовлечение каждого человека в средства массовой информации . Надо хорошо понимать, что новые технологии, развитие способов передачи информации и её репрезентации оказывают колоссальное влияние на сами СМИ.
Новые технологии - это центообразующая составляющая средств массовой информации, и первопричина того, что ныне СМИ стали полноправной частью современного общества.

## Понимание явления Маршаллом Маклюэном

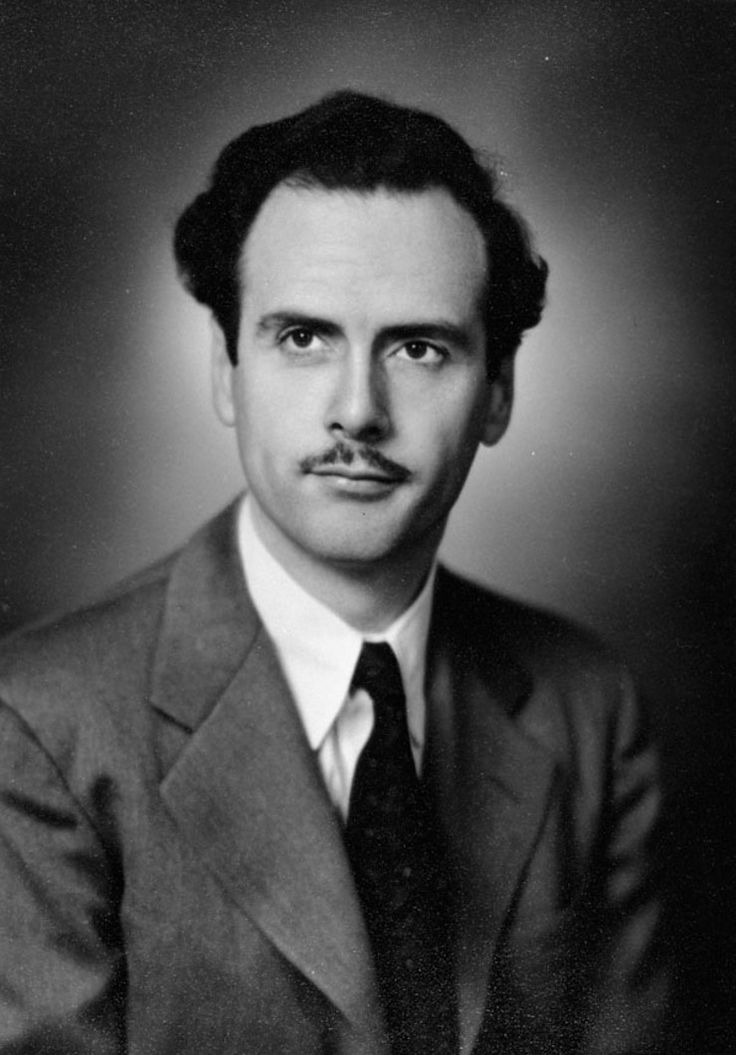
Маршалл Маклюэн

Прежде всего, необходимо сказать пару слов о том, как именно канадский философ Маршалл Маклюэн воспринимал наше современное общество. Для него оно напрямую связано со средствами массовой информации. В своей книге "Понимание медиа", увидевшей свет в 1964 году, он рассуждает, что сейчас уже нельзя воспринимать средство коммуникации отдельно от сообщения. Это средство и есть само сообщение, и чем дальше продвигается технический прогресс, тем больше средства коммуникации влияют на нашу жизнь.
Будучи расширением человеческой нервной системы, средства массовой коммуникации отделились от человека, стали действовать отдельно от него. Процесс автоматизации привёл нас к тому, что каждый потребитель информации делает собственные новости или даже сам является этой новостью. Кибернатизация приводит к тому, что процесс создания и передачи информации становится безликим, что заставляет общество функционировать по другим законам. В эту систему и вписывается метамедиа.
Электрическая эпоха и процесс автоматизации - вот что объединяет людей в единый, унифицированный процесс производства. Электрические средства массовой информации, которые обязаны своим появлением электричеству, призывают людей быть свободными от механизации и поддаться процессу автоматизации, чем способствуют изменению взглядов и тенденций в обществе.

## Понимание явления Нилом Постманом
Нил Постман, американский философ XX века, рассматривает в своей книге "Развлекаемся до смерти", опубликованной в 1985 году, телевизор как метамедиум нынешнего общества. Однако, следует упомянуть некоторые основные мысли Постмана, чтобы нарисовать полную картину его концепции. Согласно Постману, в связи с развитием технологий и появлением телеграфа , образовались 3 демона дискурса, которые напрямую влияют на восприятие информации.
Во-первых, информация стала обладать качеством бессмысленности. Постман подразумевает, что отныне информация теряет свою ценности, сообщением порой считаются абсолютно не значимые факты. Вторым демоном является беспощадность: тот факт, что никто ничего не может сделать с тем потоком, который постоянно поступает к людям через средства массовой коммуникации. И наконец, бессвязность информации. Зачастую сообщения не имеют между собой никакой логической связи, и только путают потребителя.
По мнению Постмана, все эти события повлияли на то, что сейчас люди не могут выражать свои мысли, не могут вести беседы и дебаты так, как они делали это ранее, до появления электронных средств коммуникаций. Телевизор, в процессе развития технологий, достиг метамедиума, инструмента, который диктует как нам жить. 
Из телевизора мы узнаём, что нам лучше носить, покупать и надевать. Повсеместное распространение телевидение активно вмешивается в жизнь общества, меняет его правила, меняет его образ мышления и жизни. Кроме того, по Постману, телевидение не только приняло на себя роль метамедиума, но также стало определённым мифом, т.е. явлением, которое полностью погрузилось в сознание людей, стало его неотъемлемой частью.

Вопрос «Формирует ли телевидение нашу культуру или просто отражает ее?» был в центре внимания многих ученых и социальных критиков. Этот вопрос теперь исчез, ибо постепенно телевидение стало нашей культурой. Это означает, что мы практически не говорим о самом телевидении – только о том, что показывают на телевидении, т.е. о его содержании. — Neil Postman "Amusing ourselves to Death" 1985
Постман также рассматривает в своей работе, что метамедиум задаёт направление относительного того, как именно мы должны использовать те или иные средства массовой коммуникации. По идее, на телевизоре можно было бы и читать книги или использовать его как настольную лампу. Однако даже сама идея этих действий кажется абсурдом. Поэтому, по мнению Постмана, телевизор нельзя рассматривать, как очередной прогресс в сфере новых технологий. Он становится абсолютно новым инструментом, который нельзя воспринимать нейтрально. Телевизор распространяется на всю нашу жизнь, более того, он старается вытеснить оттуда литературную культуру, полностью заменяя её собою и своими новыми законами. 

## Развитие понятия
Понятие метамедиа остаётся областью, которая до конца не изучена. Изменяется способ коммуникации, обмена данными и информации, все эти аспекты интегрируются с цифровыми коммуникациями, образуя метаданные, метакоммуникацию. Метамедия, в таком случае, представляет собой объединение и слияние новых технологий со старыми, привычными средствами массовой коммуникации, при этом адаптируя некоторые основные характеризующие черты новых медиа.
Кроме того, продолжается кибернатизация общества, процесс автоматизации не прекращается, так как он напрямую связан с развитием технологий. Существуют "боты" - технические программы, которые способны общаться вести с пользователем конструктивные диалог, отвечая на его вопросы (Siri на Iphone). Это может свидетельствовать о том, что метамедиа постепенно трансформируется и переключается на новые технологические инструменты.
Лев Манович, профессор Калифорнийского Университета, рассматривает метамедиа в призме двух различных парадигм: первая - это трансформация прежних форм существующих медиа, а вторая - интеграция различных культурных традиций в медийную глобализацию.
Кроме того, Лев Манович приводит характерные черты метамедиа. 

Во-первых, благодаря программному компьютерному обеспечению любая информация может быть транслирована в другую технологическую область... Во-вторых, медиа-объекты могут быть изменены благодаря графическому интерфейсу пользователя.В -третьих, медиа - объекты теперь могут быть "обработаны" с использованием стандартных методов компьютерной обработки данных; поиска, сортировки, заменить и т.д.  — Lev Manovich "Understanding media"

## Альтернативные точки зрения
Процесс развития новых технологий рождает определённые переживания. Так, Александр Старр (недоступная ссылка) в своей работе Metamedia говорит о том, что Америка вновь открывает для себя печатную литературу. Конечно, манера восприятия изменилась, однако технологический прогресс и популяризация электронных носителей информации не могут уменьшить значимость бумажной литературы.  Также, идею того, что книги не поглощены метамедиа, и тенденция развития общества не должна быть зациклена на технологии и автоматизации высказывает Лотер Мюллер  в своей  книге "White Magic: The Age of Paper"